# Liste der Kulturdenkmäler in Hatzfeld (Eder)
Die folgende Liste enthält die in der Denkmaltopographie ausgewiesenen Kulturdenkmäler auf dem Gebiet  der  Stadt Hatzfeld (Eder), Landkreis Waldeck-Frankenberg, Hessen.
Hinweis: Die Reihenfolge der Denkmäler in dieser Liste orientiert sich zunächst an Stadtteilen und anschließend der Anschrift, alternativ ist sie auch nach der Bezeichnung, der vom Landesamt für Denkmalpflege vergebenen Nummer oder der Bauzeit sortierbar.
Kulturdenkmäler werden fortlaufend im Denkmalverzeichnis des Landes Hessen durch das Landesamt für Denkmalpflege Hessen auf Basis des Hessischen Denkmalschutzgesetzes (HDSchG) geführt. Die Schutzwürdigkeit eines Kulturdenkmals hängt nicht von der Eintragung in das Denkmalverzeichnis des Landes Hessen oder der Veröffentlichung in der Denkmaltopographie ab.

Das Vorhandensein oder Fehlen eines Objekts in dieser Liste ist keine rechtsverbindliche Auskunft darüber, ob es Kulturdenkmal ist oder nicht: Diese Liste entspricht möglicherweise nicht dem aktuellen Stand der offiziellen Denkmaltopographie. Diese ist für Hessen in den entsprechenden Bänden der Denkmaltopographie Bundesrepublik Deutschland und im Internet unter DenkXweb – Kulturdenkmäler in Hessen einsehbar. Auch diese Quellen sind, obwohl sie durch das Landesamt für Denkmalpflege Hessen aktualisiert werden, nicht immer aktuell, da es im Denkmalbestand immer wieder Änderungen gibt.
Eine verbindliche Auskunft erteilt allein das Landesamt für Denkmalpflege Hessen.
Nutze diese Kartenansicht, um Koordinaten in der Liste zu setzen. In dieser Kartenansicht sind Kulturdenkmale ohne Koordinaten mit einem roten bzw. orangen Marker dargestellt und können in der Karte gesetzt werden. Kulturdenkmale ohne Bild sind mit einem blauen bzw. roten Marker gekennzeichnet, Kulturdenkmale mit Bild mit einem grünen bzw. orangen Marker.

## Kulturdenkmäler nach Ortsteilen

### Biebighausen
| Bild            | Bezeichnung | Lage                                                                  | Beschreibung | Bauzeit | Objekt-Nr. |
| --------------- | ----------- | --------------------------------------------------------------------- | ------------ | ------- | ---------- |
| Bild gesucht BW |             | Biebighausen, Gesamtanlage Biebighausen; Biebighausen 1, 2, 3, 4 Lage |              |         | 721687 DDB |

### Eifa
| Bild            | Bezeichnung         | Lage                                                 | Beschreibung | Bauzeit | Objekt-Nr. |
| --------------- | ------------------- | ---------------------------------------------------- | ------------ | ------- | ---------- |
| Bild gesucht BW |                     | Eifa, Gesamtanlage historischer Ortskern Lage        |              |         | 721688 DDB |
| Bild gesucht BW | Forsthaus           | Eifa, Hatzfelder Straße 6 LageFlur: 6, Flurstück: 14 |              |         | 79265 DDB  |
| Bild gesucht BW | Hakenhof            | Eifa, Hauptstraße 4 LageFlur: 9, Flurstück: 8        |              |         | 79266 DDB  |
| Bild gesucht BW | Scheune             | Eifa, Hauptstraße 9 LageFlur: 10, Flurstück: 16/4    |              |         | 79267 DDB  |
| Bild gesucht BW | Wohnhaus            | Eifa, Hauptstraße 14 LageFlur: 9, Flurstück: 33/3    |              |         | 79268 DDB  |
| weitere Bilder  | Evangelische Kirche | Eifa, Kirchweg 3 LageFlur: 9, Flurstück: 43/1        |              |         | 79269 DDB  |
| Bild gesucht BW | Wohnhaus            | Eifa, Wiesenstraße 4 LageFlur: 10, Flurstück: 9      |              |         | 79270 DDB  |

### Hatzfeld
| Bild                           | Bezeichnung                                    | Lage                                                                          | Beschreibung | Bauzeit    | Objekt-Nr. |
| ------------------------------ | ---------------------------------------------- | ----------------------------------------------------------------------------- | --- | ---------- | ---------- |
| St. Hubertus-Kapelle           | St. Hubertus                                   | Hatzfeld, Auf dem Rad LageFlur: 23, Flurstück: 10                             | | 1898       | 79311 DDB  |
| Oberförsterei                  | Oberförsterei                                  | Hatzfeld, Austraße 1 LageFlur: 34, Flurstück: 448                             | |            | 79276 DDB  |
| Wohnhaus                       | Wohnhaus                                       | Hatzfeld, Berleburger Straße 1 LageFlur: 13, Flurstück: 295/2                 | |            | 79277 DDB  |
| Wohnhaus                       | Wohnhaus                                       | Hatzfeld, Berleburger Straße 3 LageFlur: 13, Flurstück: 298/5                 | |            | 79278 DDB  |
| Wohnhaus                       | Wohnhaus                                       | Hatzfeld, Berleburger Straße 33 LageFlur: 13, Flurstück: 319                  | |            | 79279 DDB  |
| Wohnhaus                       | Wohnhaus                                       | Hatzfeld, Berleburger Straße 35 LageFlur: 13, Flurstück: 322                  | |            | 79280 DDB  |
| Wohnhaus                       | Wohnhaus                                       | Hatzfeld, Berleburger Straße 45 LageFlur: 12, Flurstück: 127/1                | |            | 79281 DDB  |
| Burgruine · Ehemaliges Burgtor | Burgruine                                      | Hatzfeld, Der Burgberg LageFlur: 5, Flurstück: 20                             | |            | 79310 DDB  |
| Bild gesucht BW                | Forsthaus Ebenfeld                             | Hatzfeld, Ebenfeld 4 LageFlur: 4, Flurstück: 84                               | |            | 79282 DDB  |
| Bild gesucht BW                | Ehemaliger Bahnhof                             | Hatzfeld, Edertalstraße 8 LageFlur: 33, Flurstück: 4/1                        | |            | 79288 DDB  |
| Bild gesucht BW                | Wohnhaus                                       | Hatzfeld, Edertalstraße 20 LageFlur: 14, Flurstück: 111                       | |            | 79283 DDB  |
| Bild gesucht BW                | Sophienhöhe                                    | Hatzfeld, Edertalstraße 34 LageFlur: 14, Flurstück: 169, 170                  | |            | 79284 DDB  |
| Bild gesucht BW                | Wohnhaus, Waldfrieden                          | Hatzfeld, Edertalstraße 36 LageFlur: 14, Flurstück: 171                       | |            | 79285 DDB  |
| Bild gesucht BW                | Ehemaliges Fischereihaus                       | Hatzfeld, Edertalstraße 63 LageFlur: 33, Flurstück: 187                       | |            | 79286 DDB  |
| Bild gesucht BW                | Wohnhaus                                       | Hatzfeld, Friedhofstraße 2 LageFlur: 14, Flurstück: 106/2                     | |            | 79290 DDB  |
| Bild gesucht BW                | Gesamtanlage I – Historische Altstadt          | Hatzfeld, Gesamtanlage I – Historische Altstadt Lage                          | |            | 721697 DDB |
| Bild gesucht BW                | Erste Stadterweiterung                         | Hatzfeld, Gesamtanlage II; Berleburger Straße 33–51, Schulstraße 1, 2, 3 Lage | |            | 79271 DDB  |
| Bild gesucht BW                | Edertalstraße                                  | Hatzfeld, Gesamtanlage III; Austraße 1, Edertalstraße 13, 15 Lage             | |            | 721696 DDB |
| Bild gesucht BW                | Schafhort                                      | Hatzfeld, Gesamtanlage IV; Schafhort 1, 2, 3 Lage                             | |            | 721699 DDB |
| Bild gesucht BW                | Lindenhof                                      | Hatzfeld, Gesamtanlage V; Lindenhof 1, 7, 8, 9, 9a Lage                       | |            | 721698 DDB |
| weitere Bilder                 | Emmauskapelle, ehemals St. Cyriakus            | Hatzfeld, Hinter der Totenkirche LageFlur: 14, Flurstück: 164/3               | Rest des ehemaligen befestigten Hofes der Herren von Hatzfeld.                                                                                   |            | 79287 DDB  |
| Bild gesucht BW                | Elsoffer Mühle                                 | Hatzfeld, Hof Elsoff 1, Elsoff LageFlur: 9, Flurstück: 51, 53                 | |            | 79315 DDB  |
| Bild gesucht BW                | Forsthaus Hof Roda                             | Hatzfeld, Hof Rhoda 6 LageFlur: 27, Flurstück: 3                              | |            | 79312 DDB  |
| Bild gesucht BW                | Wohnhaus                                       | Hatzfeld, Hof Schafhort 1 LageFlur: 10, Flurstück: 129                        | |            | 79303 DDB  |
| weitere Bilder                 | Kapelle                                        | Hatzfeld, Lindenhof 7 LageFlur: 26, Flurstück: 30/1                           | |            | 79539 DDB  |
| Bild gesucht BW                | Scheune                                        | Hatzfeld, Lindenhof 9a LageFlur: 26, Flurstück: 46                            | |            | 79538 DDB  |
| Wohnhaus                       | Wohnhaus                                       | Hatzfeld, Mittelstraße 2 LageFlur: 13, Flurstück: 125/1                       | | 1833       | 79291 DDB  |
| Wohnhaus                       | Wohnhaus                                       | Hatzfeld, Mittelstraße 4 LageFlur: 13, Flurstück: 124                         | | 1834       | 79292 DDB  |
| Wohnhaus                       | Wohnhaus                                       | Hatzfeld, Mittelstraße 12 LageFlur: 13, Flurstück: 133/3                      | | um 1800    | 79293 DDB  |
| Wohnhaus                       | Wohnhaus                                       | Hatzfeld, Mittelstraße 16 LageFlur: 13, Flurstück: 140/1                      | |            | 79294 DDB  |
| Wohnhaus                       | Wohnhaus                                       | Hatzfeld, Mittelstraße 24 LageFlur: 13, Flurstück: 149/1                      | | 1769       | 79295 DDB  |
| Wohnhaus                       | Wohnhaus                                       | Hatzfeld, Mittelstraße 26 LageFlur: 13, Flurstück: 150/1                      | | 1852       | 79296 DDB  |
| Bild gesucht BW                | Rathaus                                        | Hatzfeld, Obergasse 1 LageFlur: 13, Flurstück: 151/3                          | | 1734       | 79297 DDB  |
| Wohnhaus                       | Wohnhaus                                       | Hatzfeld, Obergasse 2 LageFlur: 13, Flurstück: 181/1                          | | 1711       | 79299 DDB  |
| Wohnhaus und Wirtschaftsteil   | Wohnhaus und Wirtschaftsteil                   | Hatzfeld, Obergasse 3 LageFlur: 13, Flurstück: 153                            | |            | 79298 DDB  |
| Wohnhaus                       | Wohnhaus                                       | Hatzfeld, Obergasse 20 LageFlur: 13, Flurstück: 169                           | | 1723       | 79300 DDB  |
| Pfarrhaus                      | Pfarrhaus                                      | Hatzfeld, Obergasse 22 LageFlur: 13, Flurstück: 166/1                         | | 1712, 1878 | 79301 DDB  |
| Evangelische Pfarrkirche       | Evangelische Pfarrkirche, ehemals St. Johannes | Hatzfeld, Obergasse 22 LageFlur: 13, Flurstück: 174/4                         | |            | 79302 DDB  |
| weitere Bilder                 | Fürst-Bismarck-Turm                            | Hatzfeld, Sackpfeife LageFlur: 19, Flurstück: 5                               | Der Turm wurde 1913 anlässlich des 25. Regierungsjubiläums von Kaiser Wilhelm II. errichtet und wird daher auch Kaiser-Wilhelm-II.-Turm genannt. | 1913       | 79313 DDB  |
| Bild gesucht BW                | Wohnhaus                                       | Hatzfeld, Torstraße 1 LageFlur: 13, Flurstück: 182                            | |            | 79304 DDB  |
| Wohnhaus                       | Wohnhaus                                       | Hatzfeld, Torstraße 2 LageFlur: 13, Flurstück: 277/1                          | |            | 79305 DDB  |
| Scheune                        | Scheune                                        | Hatzfeld, Torstraße 28 LageFlur: 13, Flurstück: 212/4                         | |            | 79306 DDB  |
| Wohnhaus                       | Wohnhaus                                       | Hatzfeld, Untergasse 2 LageFlur: 13, Flurstück: 289/1                         | | 1774       | 79307 DDB  |
| Wohnhaus und Scheune           | Wohnhaus und Scheune                           | Hatzfeld, Untergasse 4 LageFlur: 13, Flurstück: 288/1                         | | 1823       | 79308 DDB  |
|                                |                                                | Hatzfeld, Untergasse 12 LageFlur: 13, Flurstück: 282                          | |            | 79309 DDB  |

### Holzhausen
| Bild            | Bezeichnung                         | Lage                                                                                     | Beschreibung | Bauzeit | Objekt-Nr. |
| --------------- | ----------------------------------- | ---------------------------------------------------------------------------------------- | ------------ | ------- | ---------- |
| Bild gesucht BW | Scheune                             | Holzhausen, Albert-Wagner-Straße 1 LageFlur: 11, Flurstück: 16/1                         |              |         | 79317 DDB  |
| Bild gesucht BW | Alte Schule                         | Holzhausen, Albert-Wagner-Straße 4 LageFlur: 10, Flurstück: 39/3                         |              |         | 79318 DDB  |
| Bild gesucht BW | Evangelische Kirche                 | Holzhausen, Albert-Wagner-Straße 6 LageFlur: 10, Flurstück: 38/3                         |              |         | 79319 DDB  |
| Bild gesucht BW | ehemalige Werkstatt                 | Holzhausen, Albert-Wagner-Straße 15 LageFlur: 10, Flurstück: 8/1                         |              | um 1900 | 79320 DDB  |
| Bild gesucht BW | Ederbrücke                          | Holzhausen, Eder, Eisenbahn LageFlur: 5, 6, Flurstück: 15, 2, 23                         |              | 1910    | 79326 DDB  |
| Bild gesucht BW | Eisenbahnbrücke                     | Holzhausen, Eder, In der Höllwiese, Eisenbahn LageFlur: 6, Flurstück: 19, 21, 22, 4      |              | 1910    | 79540 DDB  |
| Bild gesucht BW | Wegbrücke                           | Holzhausen, Eisenbahn LageFlur: 6, Flurstück: 23                                         |              | 1910    | 79327 DDB  |
| Bild gesucht BW | Gesamtanlage historischer Ortskern  | Holzhausen, Gesamtanlage historischer Ortskern Lage                                      |              |         | 722286 DDB |
| Bild gesucht BW | Scheune                             | Holzhausen, Hainstraße 2 LageFlur: 11, Flurstück: 11/2                                   |              |         | 79322 DDB  |
| Bild gesucht BW | Scheune                             | Holzhausen, Hainstraße 3 LageFlur: 11, Flurstück: 26                                     |              | 1870    | 79323 DDB  |
| Bild gesucht BW | Einhaus                             | Holzhausen, Hainstraße 8 LageFlur: 11, Flurstück: 1/1                                    |              |         | 79324 DDB  |
| Bild gesucht BW | Bahnhof                             | Holzhausen, Hainstraße 32 LageFlur: 5, Flurstück: 27                                     |              |         | 79328 DDB  |
| Bild gesucht BW | Wohnhaus der ehemaligen Papiermühle | Holzhausen, Hainstraße 40 LageFlur: 5, Flurstück: 30                                     |              |         | 79289 DDB  |
| Bild gesucht BW | Obermühle                           | Holzhausen, Mühlenstraße 12, Mühlenstraße, Mühlenbach LageFlur: 7, Flurstück: 85, 86, 88 |              |         | 79321 DDB  |
| Bild gesucht BW | Spritzenhaus                        | Holzhausen, Tannenweg 3 LageFlur: 11, Flurstück: 20                                      |              |         | 79325 DDB  |

### Reddighausen
| Bild            | Bezeichnung                         | Lage                                                        | Beschreibung | Bauzeit | Objekt-Nr. |
| --------------- | ----------------------------------- | ----------------------------------------------------------- | ------------ | ------- | ---------- |
| Bild gesucht BW | Wohnhaus                            | Reddighausen, Bachweg 1 LageFlur: 6, Flurstück: 99/3        |              | um 1800 | 79330 DDB  |
| Bild gesucht BW | Bahnhof                             | Reddighausen, Bahnhofstraße 1 LageFlur: 5, Flurstück: 61/1  |              | 1910    | 79331 DDB  |
| Bild gesucht BW | Wohnhaus                            | Reddighausen, Bahnhofstraße 6 LageFlur: 6, Flurstück: 106/1 |              |         | 79332 DDB  |
| Bild gesucht BW | Wohnhaus                            | Reddighausen, Bahnhofstraße 8 LageFlur: 6, Flurstück: 103   |              |         | 79333 DDB  |
| Bild gesucht BW | Evangelische Kirche                 | Reddighausen, Ederstraße 26 LageFlur: 6, Flurstück: 101/1   |              |         | 79334 DDB  |
| Bild gesucht BW | Dodenauer Tunnel                    | Reddighausen, Eisenbahn LageFlur: 17, Flurstück: 93/1       |              |         | 79215 DDB  |
| Bild gesucht BW | Wohnhaus der Frank´schen Eisenwerke | Reddighausen, Frankstraße 1 LageFlur: 17, Flurstück: 193/4  |              |         | 79336 DDB  |
| Bild gesucht BW | Gesamtanlage historischer Ortskern  | Reddighausen, Gesamtanlage historischer Ortskern Lage       |              |         | 721763 DDB |
| Bild gesucht BW | Wohnhaus                            | Reddighausen, Lindenweg 10 LageFlur: 6, Flurstück: 79/1     |              |         | 79335 DDB  |